# 國瑞路
國瑞路（英語：Kwok Shui Road），舊稱國瑞道，是香港新界荃灣新市鎮的道路，連接上葵涌梨木道及荃灣德士古道北，並與昌榮路和青山公路－葵涌段兩條主幹道交匯，其中昌榮路以東的一段國瑞路屬於葵青區，而其餘路段則屬於荃灣區。國瑞路以荃灣鄉紳楊國瑞秀才命名，以紀念楊國瑞畢生對荃灣的服務與貢獻。國瑞路全段均只設兩條行車綫，與青山公路－葵涌段、昌榮路及葵涌道交接的一小段國瑞路，合組成一個設交通號誌的迴旋處，即昌榮路迴旋處。

## 命名
1970年代，香港政府發展荃灣衛星城市，楊屋村等村落因此需要遷村。新界民政署於1970年3月6日刊憲公告楊屋村新村前的馬路之定名，而該馬路即以生前居住在楊屋村的荃灣鄉紳楊國瑞秀才命名為“國瑞路”，以紀念楊國瑞畢生對荃灣的服務與貢獻。

## 走綫

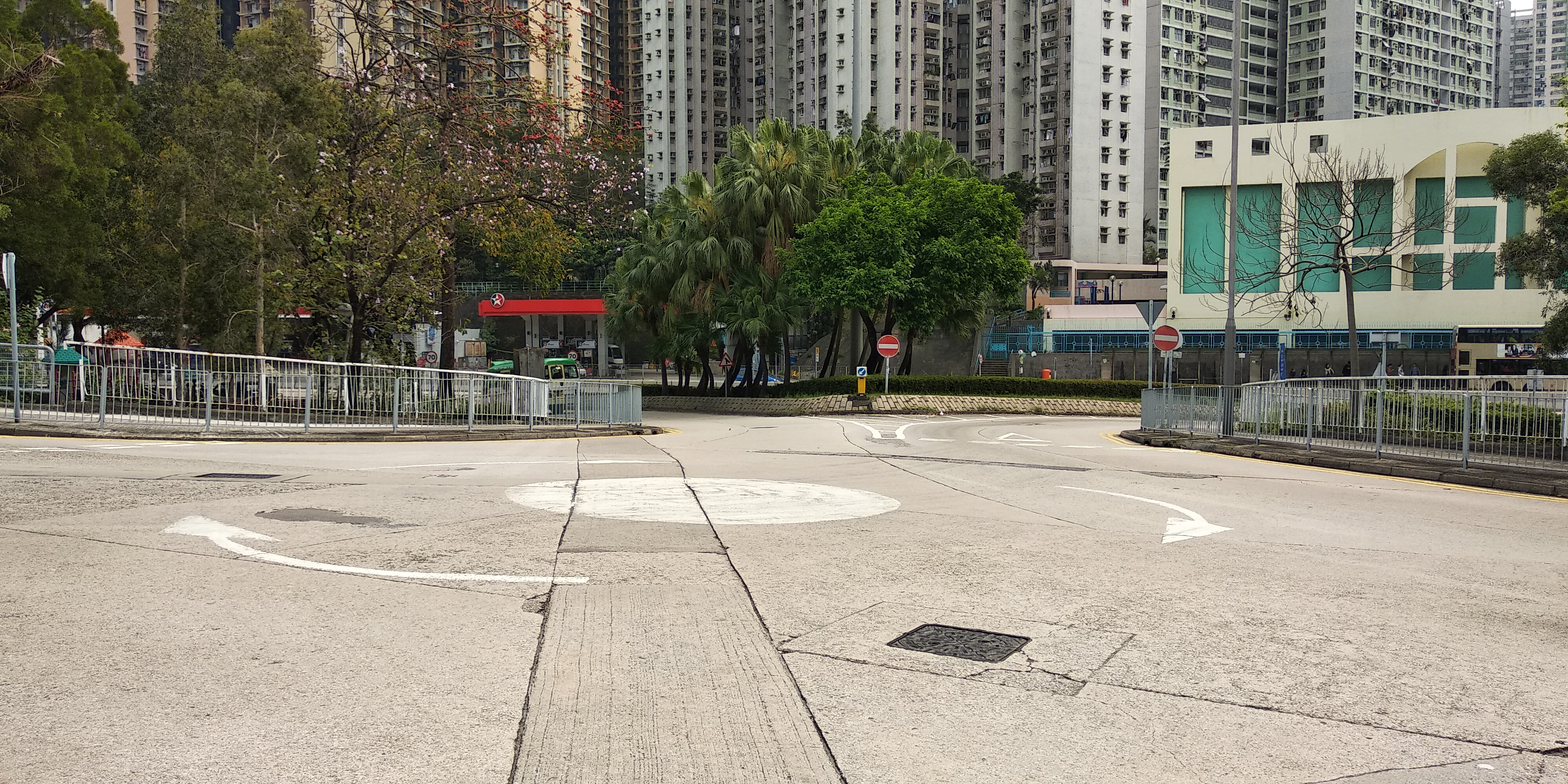
國瑞路與通往青山公路－葵涌段九龍方向的僅限靠左入、靠左出交匯處的支路的迴旋處

根據國瑞路被命名時的香港政府憲報，國瑞路全長1447.8公尺，始於其與梨木道之路口，並大致向西北行約655.32米，然後轉彎向西行約716.28米，之後再轉彎向西北行約76.2米，終於其與城門道之路口。
現時國瑞路的走綫大概與國瑞路被命名時的走綫一樣，惟仍然有一定的不同。國瑞路始於其與梨木道的路口，為2線雙程道路（1線雙程不分隔道路），並向西北偏北行，與大圓街交匯後改為2線單程西行道路，並折往西北偏西，與昌榮路交匯後再改為4線單程東行道路，而該段單程東行路段為構成其與青山公路－葵涌段、昌榮路、葵涌道的設交通號誌迴旋處的一部分，並在末部分折往西南偏西。國瑞路隨即恢復為2線雙程道路（1線雙程不分隔道路），並重新折往西北偏西，隨後與傅屋路，並折往西。國瑞路其後再與定豐街及定國街交匯，並設迴旋處連接通往青山公路－葵涌段九龍方向的僅限靠左入、靠左出交匯處。國瑞路繼續向西行，並終於其與德士古道北的僅限靠左入、靠左出交匯處。

### 交匯處
| 位置   | 距離（公里） | 目的地           | 附註                                                     |
| ------ | ------------ | ---------------- | -------------------------------------------------------- |
| 葵青區 | 0.0          | 梨木道           |                                                          |
| 葵青區 | 0.073        | 大圓街           | 自此以西單向西行                                         |
| 葵青區 | 0.2          | 昌榮路           | 自此以西單向東行，屬設交通號誌迴旋處的一部分。只准左轉。 |
| 荃灣區 | 0.268        | 青山公路－葵涌段 | 自此以西復為雙向行車，設交通號誌迴旋處路段終止。         |
| 荃灣區 | 0.7          | 傅屋路           |                                                          |
| 荃灣區 | 0.95         | 定豐街           |                                                          |
| 荃灣區 | 1.2          | 定國街           | 僅限由德士古道上行進入                                   |
| 荃灣區 | 1.2          | 青山公路－葵涌段 | 迴旋處。支路僅限靠左入、靠左出青山公路－葵涌段九龍方向。 |
| 荃灣區 | 1.4          | 德士古道北       | 僅限靠左入、靠左出德士古道北                             |

## 現況

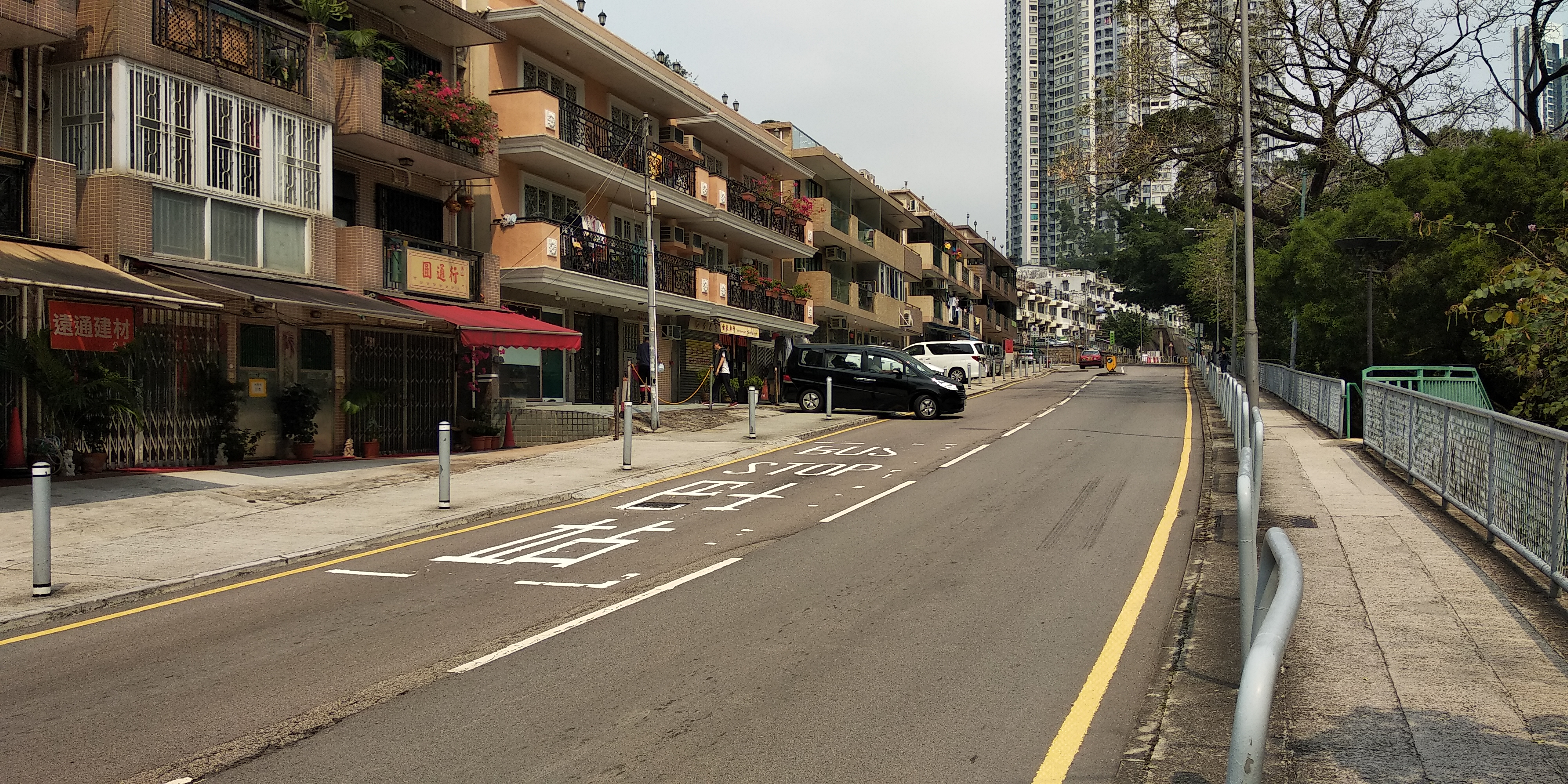
國瑞路近河背村

雖然定豐街及鄰近的河背村對出一段國瑞路均屬2線雙程道路（1線雙程不分隔道路），惟由於經常有車輛違例泊車，該等路段實際上成為1線雙程道路（兩個方向的車輛只可使用同一條行車綫行駛），不少車輛因而被迫越過逆向的行車線通過。此外，由於國瑞路設有多個貨倉，不少貨車輪候進入貨倉，令車龍排出馬路，導致路面擠塞，造成巴士延誤、行人在大型車之間過馬路、噪音及空氣污染等問題。運輸署在荃灣區議會會議中回應指，其已向路政署發出通知，安排在相關路段進行擴闊工程。該工程將把行人路收窄，以拓闊行車路。惟由於工程涉及斜坡削除等工作，需先進行研究，所以運輸署未有未動工時間表。
此外，國瑞路也經常出現地底水管爆裂的情況，而地底水管爆裂除導致國瑞路路面龜裂外，更導致國瑞路須全線封閉。該段近關門口村的路段亦被水務署列為截至2020年2月29日香港56個“爆喉熱點”之一，更是荃灣區惟一的“爆喉熱點”；該路段的地底水管已完成施工。水務署也在由關門口村至定豐街的一段國瑞路進行涉及230米的食水管的改善工程，並安排此後在由定豐街至昌榮路的一段國瑞路進行涉及624米的食水管的改善工程。